# 묘가수
묘가수(영어: Nora Miao, 중국어: 苗可秀, 병음: Miáo Kěxiù (먀오커슈)[*], 본명: 진영민, 본명 한자: 陳詠憫, 1952년 1월 31일 ~ )는 홍콩의 배우이다.

## 주요 이력
영국령 홍콩에서 출생하여 지난날 한때 중화인민공화국 광둥성 포산 시 난하이 구에서 잠시 유아기를 보낸 적이 있는 그녀는 훗날 이소룡 주연작 《정무문》과 《맹룡과강》의 여주인공으로 출연하였다. 1980년경에 배우로서 은퇴하였고 이후 캐나다 토론토에 거주하고 있다.
본명은 진영민(陳詠憫)이다. 예명 '묘가수'는 소설가 김용이 지은 것으로, 싹(苗)이 자라서 훌륭하게 되다(可秀)라는 의미이다. '싹'은 소속사 골든 하베스트를 가리킨다.
걸그룹 소녀시대의 멤버 윤아의 닮은꼴로 잠시간 화제가 되었다. 이소룡과의 불륜설이 돌았으나, 본인은 긍정도 부정도 하지 않았다.

## 출연작 목록

### 영화
| 연도 | 제목         | 원제         | 배역             | 비고 |
| ---- | ------------ | ------------ | ---------------- | ---- |
| 1971 | 천룡팔강     | 天龍八將     | 치앙인           |      |
| 1971 | 도불류인     | 刀不留人     | 호 리춘          |      |
| 1971 | 귀류성       | 鬼流星       |                  |      |
| 1971 | 당산대형     | 唐山大兄     | 빙수장수, 아가씨 |      |
| 1972 | 정무문       | 精武門       | 약혼녀, 유안레아 |      |
| 1972 | 맹룡과강     | 猛龍過江     | 진청화           |      |
| 1973 | 흑야괴객     | 黑夜怪客     | 엔 엔            |      |
| 1974 | 작두상원     | 鴻少林拳     | 시앙란           |      |
| 1974 | 황비홍소림권 | 黃飛鴻少林拳 | 샹란             |      |
| 1976 | 신 정무문    | 新精武門     |                  |      |
| 1978 | 사학팔보     | 蛇鶴八步     | 당평             |      |
| 1979 | 당산비권     | 龍拳         | 좡멍란           |      |
| 2008 | 런 파파 런   | 一個好爸爸   |                  |      |
| 2010 | 동풍파       | 東風破       | 에바             |      |
| 2019 | 맥로맨       | 麥路人       | 라이 펑          |      |